# Tentazione (cristianesimo)

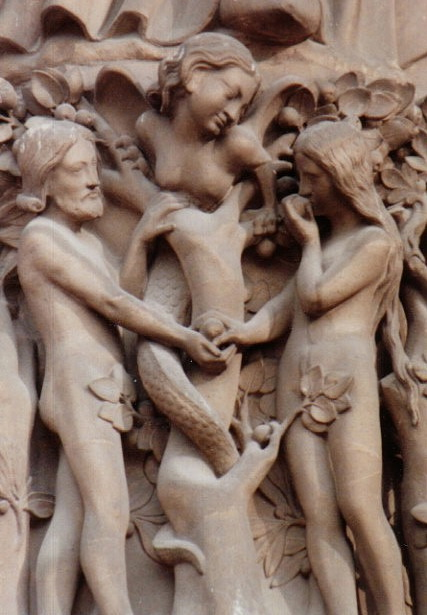
Nel bassorilievo Adamo ed Eva sono tentati nel Giardino dell'Eden.

Con il termine tentazione nel Cristianesimo si intende l'influenza negativa che il male e/o il demonio possono esercitare sull'uomo.

## Adamo ed Eva
La prima tentazione che la Bibbia ci racconta è quella subita e persa da Adamo ed Eva.
La tentazione di Adamo ed Eva è diventata così l'emblema della fragilità umana e della potenza del male.

## Tentazioni di Gesù
I vangeli ci presentano le tentazioni subite da Gesù e da lui superate.
Gesù diventa quindi colui che salva l'uomo dal male e gli dà la possibilità di vincere le tentazioni.

## Nel Padre Nostro
La preghiera del Padre Nostro che Gesù ha insegnato ai suoi apostoli dice tra il resto: